# Norselbukta
Die Norselbukta ist ein kleiner Eishafen an der Prinzessin-Martha-Küste des ostantarktischen Königin-Maud-Lands. Er liegt an der Front des Quar-Schelfeises.
Teilnehmer der Norwegisch-Britisch-Schwedischen Antarktisexpedition (1949–1952) benannten ihn nach dem Expeditionsschiff MV Norsel. Der Eishafen diente bei dieser Forschungsreise der Anlandung von Material für die Errichtung der 1,5 km weiter südlich errichteten Maudheim-Station.